# Chuck Palumbo
Charles Palumbo (født 15. juni 1971) er en amerikansk fribryder af italiensk afstamning, der på nuværende tidspunkt er under kontrakt med WWE. Han er bedre kendt som Chuck Palumbo.

## Biografi

### World Championship Wrestling
Chuck Palumbo debuterede som wrestler i 1998. Han havde på små shows, kæmpet som The Dude, en surferfigur. Hans første optræden i WCW, var da han på en udsendelse af WCW Monday Nitro i rollen som en fan, udfordrede Ernest Miller. WCW tilbød ham en kontrakt, og Chuck Palumbo blev trænet i WCW's berygtede Power Plant. Chuck Palumbo begyndte at dukke op på WCW shows i starten af 2000, primært som jobber i en Tarzan-agtig rolle. Da Vince Russo og Eric Bischoff kom til magten i firmaet, fik Chuck Palumbo en plads i New Blood gruppen, og han blev af Russo udnævnt som manden der skulle fjerne, og overtage Lex Lugers plads i WCW. Lex Luger havde privat problemer med at skulle stilles i svagt lys, i forhold til en nybegynder, så det blev aldrig til noget. Luger blev skrevet ud af WCW i en længere periode, da Palumbo brækkede hans ansigt med en vægtstang. Palumbo begyndte at danne par med Shawn Stasiak, som holder The Perfect Event. Holdet vandt WCW tag titlerne over KroniK, men mistede dem kort tid efter igen. Da holdet blev medlem af Natural Born Thrillers, blev holdet splittet og Chuck Palumbo dannede i stedet par med Sean O'Haire. Chuck Palumbo og Sean O'Haire vandt tag team titlerne, og besejrede oven i købet Lex Luger og Buff Bagwell på WCW Greed 2001, på mindre end 30 sekunder. Palumbo og O'Haire besejrede Lance Storm og Mike Awesome på den sidste episode af Nitro i 2001.

### World Wrestling Entertainment
Chuck Palumbo var en af de wrestlere, der blev tilbudt en kontrakt da WCW blev opkøbt. Han blev straks sendt til træning, og spillede ikke nogen stor rolle i hele krigen mellem WCW/ECW og WWE (på det tidspunkt, WWF). 

#### Billy & Chuck
Han vendte tilbage til ringen i et nyt tag team, denne gang med Billy Gunn. Billy & Chuck spillede rollen som to mænd der var rigtig gode venner, måske endda mere end venner. Det lykkedes dem at vinde WWE tag titlerne, og forsvare dem ved WrestleMania X8. Herefter fik de den flamboyante Rico som manager og stylist. Det viste sig dog efterhånden at hverken Chuck eller Billy var til mænd, og det blev Rico vred over. Rico forrådte Chuck og Billy, og fik hans nye hold 3 Minute Warning til at angribe dem. Chuck og Billy, der arbejde for SmackDown!, fik støtte af Stephanie McMahon, lederen af SmackDown!, mens de bekæmpede 3 Minute Warning og Eric Bischoff fra RAW. Fejden kulminerede ved WWE Unforgiven 2002, da 3 Minute Warning besejrede Chuck og Billy, og som straf skulle Stephanie McMahon udsættes for ydmygende ting af Eric Bischoff. Billy Gunn måtte forlade WWE midlertidigt med en skade, og det resulterede i at Chuck Palumbo måtte omformes til en ny figur.

#### Full Blooded Italians
Chuck Palumbo vendte tilbage med sort hår, skægstubbe, større og med en cigar i munden, som medlem af FBI sammen med Nunzio og Johnny Stamboli. Trioen havde minimal succes i WWE, og optrådte kun på ganske få pay-per-view shows. I 2004 blev Chuck Palumbo ved en lodtrækning tvunget til at skifte fra SmackDown! til RAW. Her blev hans FBI udseende ændret en smule, i det han begyndte at wrestle i jeans. Chuck Palumbo blev fyret fra WWE i november, 2004.

### Efter WWE
Chuck Palumbo dukkede op i All Japan Pro Wrestling i Japan, som del af et tag team med Johnny Stamboli igen. Holdet kaldte sig Voodoo Murderers og fejdede med RO&D. Holdet kæmpede om tag titlerne der, men blev besejret af Jamal og Taiyo Kea i finalen. Chuck Palumbo dukkede herefter op i Italien, hos firmaet Nu-Wrestling Evolution. Palumbo og Stamboli gendannede FBI som der naturligvis i Italien, blev elsket. 

### Tilbage i WWE
Chuck Palumbo blev i 2006, genhyret af WWE. Man mener dette skyldes at Chucks bror, er amerikansk soldat i Irak. Chuck har kæmpet adskillige "dark matches" på både RAW, ECW og SmackDown!. I maj 2007 debuterede Chuck på TV igen, på WWEs Heat udsendelse, med langt hår og et biker gimmick.